# Bodo von Borries (Physiker)
Bodo von Borries (* 22. Mai 1905 in Herford; † 17. Juli 1956 in Aachen) war ein deutscher Elektrotechniker und Miterfinder des Elektronenmikroskops.

## Leben und Wirken
Borries wurde als Sohn des Landrats Franz von Borries im Westfälischen geboren. 1924 studierte er Maschinenbau an der TH Karlsruhe. Hier schloss er sich dem Corps Saxonia an. Ab dem Wintersemester 1926/1927 studierte er Elektrotechnik an der TH Danzig, danach bis Ende 1928 in München. Ab April 1929 arbeitete er am Hochspannungslaboratorium der TH Berlin und wurde dort 1932 promoviert. Danach war er ein Jahr lang Assistent bei Max Knoll, der mit Ernst Ruska 1931 das früher „Übermikroskop“ genannte Elektronenmikroskop erfand. Mit Ruska entwickelte Bodo von Borries von 1931 bis 1938 ein praktisch einsatzfähiges Übermikroskop. Zu Ruska entwickelte sich in diesen Jahren eine lange Freundschaft und ein reger wissenschaftlicher Gedankenaustausch.
1933 ging Borries in die Industrie, wo er als Ingenieur bei der RWE in Essen tätig war. Von 1934 bis 1937 war er als Laboratoriumsleiter für die Entwicklung von Überspannungsschutzgeräten bei den Siemens-Schuckertwerken in Berlin verantwortlich. Durch seine Initiative entstand 1937 die Entwicklungsstelle für Elektronenmikroskopie bei der Siemens & Halske AG in Berlin, die von ihm und Ruska gemeinsam geleitet wurde. 1937 heiratete Borries Hedwig Ruska, die Schwester von Ernst Ruska. 1938 entstand schließlich ein erster Prototyp des Siemens-Elektronenmikroskops, ein Jahr später das erste Serienmodell.
Nach dem Krieg gründete er 1948 das Rheinisch-Westfälische Institut für Übermikroskopie in Düsseldorf, 1949 war er an der Gründung der Deutschen Gesellschaft für Elektronenmikroskopie beteiligt. Zur gleichen Zeit berief ihn die Medizinische Akademie Düsseldorf, die heutige Universität Düsseldorf, zu ihrem Honorarprofessor. 1953 wurde er zum Ordinarius an der TH Aachen berufen und mit dem Aufbau eines Lehrstuhls für Elektronenoptik und Feinmechanik beauftragt, auf dem er bis zu seinem plötzlichen Tod 1956 wirkte. Zwei Jahre zuvor wurde er noch zum Präsidenten der International Federation of Electron Microskope Societies gewählt.
Für seine Verdienste erhielt Bodo von Borries 1941 die silberne Leibniz-Medaille der Preußischen Akademie der Wissenschaften.

## Veröffentlichungen
- Werkverzeichnis u. a. von digitalisierten Veröffentlichungen mit Ernst Ruska
- Die Übermikroskopie – Einführung, Untersuchung ihrer Grenzen und Abriss ihrer Ergebnisse. Berlin 1949.